# سجن الناصرية المركزي
سجن الناصرية المركزي، المعروف أيضا باسم سجن الحوت، هو سجن أمني مشدد الحراسة يقع قرب الناصرية في محافظة ذي قار في العراق. وهو أكبر سجن في جنوب العراق. افتتح في عام 2008.